# Championnats d'Afrique de gymnastique rythmique 2023
Navigation
Le Caire 2022 Kigali 2024
Les championnats d'Afrique de gymnastique rythmique 2023 se déroulent du 19 au 20 mai 2023 à Moka, à Maurice. La compétition est qualificative pour les Championnats du monde de gymnastique rythmique 2023.

## Médaillées
| Épreuve                       | Or                                               | Argent                                                       | Bronze                                                             |
| ----------------------------- | ------------------------------------------------ | ------------------------------------------------------------ | ------------------------------------------------------------------ |
| Finales par équipes seniors   |                                                  |                                                              |                                                                    |
| Équipes                       | Égypte Habiba Marzouk Farida Hussein Aliaa Saleh | Afrique du Sud Stephanie Dimitrova Kgaogelo Maake Azra Dewan | Angola Luana Gomes Aysha Morgado Elizabeth Natalia Camati Mangundo |
| Finales individuelles seniors |                                                  |                                                              |                                                                    |
| Concours général              | Habiba Marzouk (EGY)                             | Aliaa Saleh (EGY)                                            | Luana Gomes (ANG)                                                  |
| Cerceau                       | Luana Gomes (ANG)                                | Aliaa Saleh (EGY)                                            | Farida Hussein (EGY)                                               |
| Ballon                        | Aliaa Saleh (EGY)                                | Luana Gomes (ANG)                                            | Farida Hussein (EGY)                                               |
| Massues                       | Luana Gomes (ANG)                                | Stephanie Dimitrova (RSA)                                    | Azra Dewan (RSA)                                                   |
| Ruban                         | Farida Hussein (EGY)                             | Luana Gomes (ANG)                                            | Stephanie Dimitrova (RSA)                                          |